# 大橋和孝
大橋 和孝（おおはし かずたか、1910年（明治43年）6月4日 - 1986年（昭和61年）7月7日）は、昭和期の医師、政治家。参議院議員、京都大橋総合病院長、医学博士。

## 経歴
愛知県名古屋市で生まれる。1937年（昭和12年）京都府立医科大学を卒業した。同大副手、同助手を務め、その後に開業した。
京都府保険医協会理事、京都府医師会理事、同皮フ科医会理事、同結核医会理事、同労災医会理事、同公益法人医療機関協会理事、京都市会議員などを務めた。
1964年（昭和39年）6月、京都教育大学附属桃山小学校などに書架らを寄付により1966年（昭和41年）10月19日紺綬褒章受章。
1965年（昭和40年）7月の第7回参議院議員通常選挙に京都府地方区から日本社会党公認で立候補して当選し、1971年（昭和46年）6月の第9回通常選挙でも再選され、参議院議員を連続2期務めた。この間、参議院社会労働委員長、社会保障制度審議会（現社会保障審議会）委員、社会党京都府本部委員長、社会福祉法人和光会梅林園理事長などを務めた。
1974年（昭和49年）4月の京都府知事選挙では、現職の蜷川虎三の多選批判に加えて蜷川府政と共産党との緊密な関係に対し府本部から不満が噴出。大橋が公明党・民社党からの推薦も受けて立候補する動きが表面化した。これに対して社会党本部は蜷川府政野党の公明・民社・自由民主党に対する利敵行為として大橋を除名。大橋は知事選告示とともに自民党・民社党・社会党京都府本部の一部（主に社会党右派）の推薦を得て無所属で立候補した（告示日となる3月13日付で公職選挙法の規定により参議院議員を退職（自動失職））。知事選は大接戦を演じ、蜷川と約4千票の僅差に迫ったが落選した。
大橋の接戦は社会党府本部の多くの議員や党員が大橋の支援に回ったことが要因となったため、京都府内での社会党の党勢に決定的な打撃となった。直後の4月に行われた大橋の退職に伴う参議院京都府選挙区補欠選挙では、自民党公認で元衆議院議員の小川半次が議席を奪取したうえに、社会党公認の候補は同じ補選に立候補した共産党の藤原ひろ子や、公明党の竹内勝彦にも後塵を拝し最下位で落選している。大橋の退職以降は参議院京都選挙区では日本社会党として議席を獲得する事は遂になかった（後継の社会民主党としても議席獲得に至っていない）。
1980年（昭和55年）秋の叙勲で勲三等旭日中綬章受章。
1986年（昭和61年）7月7日、死去した。76歳没。死没日をもって従四位に叙された。

## 著書
- 『ヨーロッパの医療保障』新興出版社、1967年。
- 『福祉社会をめざして』たいまつ社、1970年。